# Чурсін Серафим Євгенович
Серафим Євгенович Чурсін (рос. Серафим Евгеньевич Чурсин; 9 січня 1906, Воронеж — 15 грудня 1985, Севастополь) — радянський воєначальник, адмірал, почесний громадянин Севастополя. Депутат Верховної Ради УРСР 6-го скликання. Депутат Верховної Ради СРСР 7-го скликання. Член ЦК КПУ у березні 1966 — березні 1971 р.

## Біографія
Народився 27 грудня 1905 року (9 січня 1906 року за новим стилем) у місті Воронежі в родині робітника. Трудову діяльність розпочав у 1921 році столяром у міськкомунгоспі, потім працював на деревообробній фабриці. На флот пішов по комсомольській путівці. З вересня 1926 по лютий 1931 року — курсант Військово-морського училища імені Фрунзе. Член ВКП(б) з 1929 року.
У 1931—1932 роках навчався на класах навчального загону підводного плавання, служив вахтовим начальником і помічником командира підводного човна «Краснофлотец» на Балтиці. З грудня 1932 року — на Тихоокеанському флоті, помічник командира підводного човна «Щ-103». У травні 1934— березні 1937 року — командир підводного човна «Щ-102», а у березні 1937— травні 1938 року — командир дизель-електричного підводного човна «Л-11» Тихоокеанського флоту. За похід в море на повну автономність і високу виучку особового складу в 1935 році нагороджений орденом Леніна. 
У травні 1938— серпні 1939 року — командир 31-го дивізіону підводних човнів Тихоокеанського флоту. У серпні 1939— березні 1941 року — командир 5-ї бригади підводних човнів, а у березні 1941— серпні 1943 року — командир 3-ї бригади підводних човнів Тихоокеанського флоту. У березні 1943— лютому 1944 року — начальник відділу підводного плавання Північної Тихоокеанської флотилії.
З лютого 1944 року — командир об'єднаної бригади підводних човнів, а з червня 1944 року — командир 1-ї бригади підводних човнів Чорноморського флоту. З 1944 року контр-адмірал. Брав участь у бойових діях при завоюванні Криму радянськими військами, оволодінні румунським портом Констанцою.
У лютому 1948— жовтні 1952 року — командувач Дунайської флотилії. У листопаді 1952— жовтні 1954 року — слухач військово-морського факультету Військової академії Генерального штабу імені Ворошилова.
У листопаді 1954— серпні 1955 року — командувач Каспійської військової флотилії. З серпня 1955 року — начальник штабу Чорноморського флоту, віце-адмірал. З грудня 1956 року — 1-й заступник командувача Чорноморським флотом.
З липня 1962 по грудень 1968 року — командувач Чорноморським флотом. Особливу увагу приділяв підготовці кораблів і з'єднань до виконання поставлених завдань у морі, на навчаннях і маневрах. 13 квітня 1964 року присвоєно звання адмірала. Під його керівництвом удосконалювалася структура Чорноморського флоту, освоювалися нові підводні човни та надводні кораблі, ракетні комплекси, зміцнювалася і розвивалася морська авіація флоту, створювалися угруповання різнорідних сил.
У грудні 1968— грудні 1971 року — професор-консультант Військово-морської академії.
З січня 1972 року — у відставці за хворобою. 21 вересня 1973 року за великий внесок в розвиток Севастополя  і Чорноморського флоту удостоєний звання «Почесного громадянина Севастополя». З 1980 року персональний пенсіонер Міністерства оборони СРСР.

Могила Серафима Чурсіна

Помер 15 грудня 1985 року у Севастополі, похований на кладовищі Комунарів в Севастополі. Надгробний пам'ятник роботи скульптора Станіслава Чижа.

## Нагороди
Нагороджений чотирма орденами Леніна (1935, 1951, 1956, 1966), орденом Жовтневої Революції (1976), трьома орденами Червоного Прапора (1944, 1944, 1956), орденом Вітчизняної війни 1-го ступеня (1985), двома орденами Червоної Зірки, медалями. Мав іноземні (болгарські та румунські) нагороди.